# Kolor (karty do gry)
Kolor w kartach – oznaczenie występujące w grze w karty.
Standardowy zestaw kart do gry zawiera karty w 4 kolorach:
| Typ francuski   | - Pik                                                    | - Kier                                                        | - Trefl                                                      | - Karo                                                       |
| --------------- | -------------------------------------------------------- | ------------------------------------------------------------- | ------------------------------------------------------------ | ------------------------------------------------------------ |
| Typ niemiecki   | - Wino (jego odpowiednikiem w typie francuskim jest pik) | - Czerwień (jego odpowiednikiem w typie francuskim jest kier) | - Żołądź (jego odpowiednikiem w typie francuskim jest trefl) | - Dzwonek (jego odpowiednikiem w typie francuskim jest karo) |
| Typ szwajcarski | - Tarcza                                                 | - Róża                                                        | - Żołądź                                                     | - Dzwonek                                                    |
| Typ włoski      | - Miecz                                                  | - Kielich                                                     | - Maczuga                                                    | - Moneta                                                     |
| Typ Hiszpański  | - Miecz                                                  | - Kielich                                                     | - Maczuga                                                    | - Moneta                                                     |
| Karty Tarota    | - Miecz                                                  | - Kielich                                                     | - Różdżka                                                    | - Moneta                                                     |